# Nagidusa mycomba
Nagidusa mycomba är en fjärilsart som beskrevs av Dyar 1917. Nagidusa mycomba ingår i släktet Nagidusa och familjen tandspinnare. Inga underarter finns listade i Catalogue of Life.